# Trifurcula thymi
Trifurcula thymi is een vlinder uit de familie dwergmineermotten (Nepticulidae). De wetenschappelijke naam is voor het eerst geldig gepubliceerd in 1965 door Szocs.
De soort komt voor in Europa.